# Кримска Совјетска Социјалистичка Република
Кримска Совјетска Социјалистичка Република (рус. Крымская Советская Социалистическая Республика) или Совјетска Социјалистичка Република Крим (рус. Советская Социалистическая Республика Крым) је била краткотрајна држава на Криму која је постојала неколико месеци 1919. године током Руског грађанског рата. Ово је био други покушај успостављања бољшевичке власти на Криму. Главни град био је Симферопољ.

## Историјат
Руски бољшевици су априла 1919. године по други пут освојили Крим (први покушај десио се у марту 1918. године, када је постојала краткотрајна Совјетска Социјалистичка Република Таурида). На конференцији у Симферопољу, одржаној 28. и 29. априла 1919. проглашена је совјетска република и формирана влада, Револуционарни комитет. Бољшевичке снаге су до 30. априла заузеле цело полуострво, а 5. маја формирана је прва влада на чијем је челу био Дмитриј Уљанов, млађи брат Владимира Лењина. Кримска ССР се 1. јуна придружила војном савезу совјетских република у Украјини, Белорусији, Литванији и Летонији.
Република се базирала на једнакости свих народа, спроведена је национализација индустрије, а земља одузета кулацима и Цркви и подељена сиромашнима и беземљашима. Влада Кримске ССР односила се боље према Татарима за разлику од пређашње Тауридске ССР, а појединим лево оријентисани Татари активно су учествовали у новој влади.
Бела гарда Антона Дењикина поновно је ојачала крајем маја 1919. и запретила Криму. Бели су 18. јуна извршили десант на Коктебељ, због чега се влада Кримске ССР евакуисала од 23. до 26. јуна; Бели су ускоро завладали полуострвом. Крим није имао своју владу све до фебруара 1920. када је образована белоармејска Влада Јужне Русије.